# こどもじゃないから!
『こどもじゃないから!』は、瀬田ハルヒによる日本の漫画作品。『なかよし』（講談社）にて、2008年10月号から2009年5月号まで連載されたほか、番外編『15〜恋するフェルナンド〜』が『なかよしラブリー』2009年初夏の号に掲載された。単行本は、同社の講談社コミックスなかよしから全2巻が刊行されている。

## あらすじ
小学校5年生の鈴名乙姫は、東京のど真ん中にあるお寺「講談寺」の娘。彼女が通う「千北小学校（ちぎたしょうがっこう）」は少子化などの影響で全校生徒数120人、しかも5年生は1クラス17人しかいない。だが個性の際立った子が多いため、クラスはとても賑やか。ある日の朝、お寺の床下に人気アイドルの桐谷優河が潜んでおり、さらに転校生として千北小学校にやって来る。ところがひねくれた性格の優河は乙姫と衝突して……。

## 登場人物

### 主要人物
鈴名乙姫（すずな おとひめ）
本作の主人公。家がお寺の小学5年生。
正義感が強い性格のため、ひねくれ者の優河とよく対立するが、紆余曲折を経たのちにカップルとなった。
桐谷優河（きりや ゆうが）
有名人の両親を持ち、日本のみならず国外でも活躍する2世タレント。小学5年生。
かなりひねくれた性格で、よく乙姫と対立するが、紆余曲折を経たのちにカップルとなった。

### クラスメイト・先生
大和川氷見（やまとがわ ひみ）
乙姫のクラスメイトで親友。ファッション雑誌『ニコ･ティーン』の人気読者モデル。クールで大人びた性格。
同じクラスのフェルナンドにいつも冷たく当たるが、実は彼が初恋の相手である。
フェルナンド・サンチェス
乙姫のクラスメイト。スペイン出身。
情熱家で、乙姫をセニョリータと呼び彼女に片想いしているが、当人からはあくまでも友達としか認識されておらず鬱陶しがられている。
木森先生（きもりせんせい）
乙姫のクラスの担任で56歳。
口うるさい教師で、乙姫たちに手を焼いている。生徒たちからは「キモセン」と呼ばれる。
左近先生（さこんせんせい）
乙姫のクラスの副担任。
少し頼りない感じの若い男性。乙姫たちに手を焼いている。
井ノ口（いのくち）
乙姫のクラスメイト。
存在感に欠けるが、乙姫たちから嫌われているわけではない。絵の上手さを自分の存在価値としている。

### その他
乙姫の父
講談寺の住職。
陽気でギター好き。昔、優河の父親の後ろでピンチヒッターとしてギターを弾いていた。
乙姫の母
乙姫が6歳の頃に死亡。
娘思いの良い母親で、乙姫に「できないことを特訓するのはおとなになるための練習」と言い聞かせていた。
乙姫の継母
乙姫の父の再婚相手。舞姫の実母。
当初、血の繋がりのない乙姫からひどい仕打ちを受けるがのちに和解。
鈴名舞姫（すずな まいひめ）
乙姫の異母妹。
乙姫の実父と継母の間の娘だが、乙姫との姉妹仲は良好。
桐谷カヲル（きりや カヲル）
優河の父。
かつて人気アイドルだったが不倫報道により離婚騒動に陥る。
美蘭（みらん）
優河の母。
美人女優だが、カヲルの不倫報道により外国に雲隠れする。
若葉（わかば）
小学5年生の人気子役。優河とドラマで共演する。
優河が見せる影の部分に関する事情を知っており、常に気にかけている。
エッフェル
優河が連れていた犬。
のちに鈴名家に預けられ、乙姫が勝手にグリーンピースと名付ける。
正式な名前は「アレクサンドル・ギスターブ・エッフェル・ド・パリ」。

## 書誌情報
瀬田ハルヒ 『こどもじゃないから!』 講談社〈講談社コミックスなかよし〉、全2巻
1. 2009年2月6日発売[1]、ISBN 978-4-06-364212-4
2. 2009年6月5日発売[1]、ISBN 978-4-06-364224-7